# Detektive, Gauner und Agenten
Detektive, Gauner und Agenten ist eine Albenreihe mit italienischen, niederländischen und frankobelgischen Comics.
Für den Zeitschriftenhandel veröffentlichte Ehapa von 1982 bis 4. Februar 1985 insgesamt 16 Ausgaben mit den Krimiserien Gentlemen GmbH, Yalek (Band 11–12, 14, 10), Tony Stark (Band 8, 7), Die Partner, Geheimgruppe Drilling (Band 1–2) und Pharaon (Band 1, 3). Ein 17. Band mit einem Album der Serie Pharaon war für den 1. April 1985 angekündigt, ist aber nicht mehr erschienen. Stattdessen erschien das Album dann als Band 4 der Nachfolgereihe Comics Unlimited: Nachdem die Albenreihe Detektive, Gauner und Agenten zusammen mit weiteren, parallel erschienenen Albenreihen (Die großen Edel-Western, Die großen Flieger- und Rennfahrer-Comics, …), eingestellt wurde, fanden einige der Serien dieser Reihen in der folgenden Albumreihe Comics Unlimited desselben Verlags ihre Fortführung.

## Alben
- 01. Gentlemen GmbH: Das goldene Dreieck
- 02. Yalek: Aktion Nessy
- 03. Tony Stark: Flucht durch den Dschungel
- 04. Gentlemen GmbH: Entführung in Barcelona
- 05. Yalek: Heimliche Experimente
- 06. Tony Stark: Rettung für die Wale
- 07. Yalek: Alarm in der Raketen-Basis
- 08. Die Partner: Tödliche Erbschaft
- 09. Yalek: Das Labor der Monster
- 10. Die Partner: Das Ultimatum
- 11. Geheimgruppe Drilling: Operation Ölpest
- 12. Pharaon: Parfum des Todes
- 13. Die Partner: Spionage
- 14. Geheimgruppe Drilling: Safari in der grünen Hölle
- 15. Pharaon: Pyramide des Bösen
- 16. Die Partner: Der Mann, der vom Himmel fiel